# Monostéarate de sorbitane
Le monostéarate de sorbitane (Span 60) est un ester de sorbitane et d'acide stéarique parfois considéré comme une cire synthétique.
Le monostéarate de sorbitane est un tensioactif non ionique utilisé en tant qu'additif (numéro E491) dans la fabrication de produits alimentaires et pharmaceutiques. Il possède des propriétés émulsifiantes et dispersantes. Il est également employé pour créer des fibres synthétiques, du fluide d'usinage et comme azurant dans l'industrie du cuir.